# Paddington Bär (Skulptur)
Paddington Bär im Bahnhof Paddington in der City of Westminster in London, Vereinigtes Königreich, ist eine Bronzeskulptur von Marcus Cornish. Im Jahr 2000 wurde sie an dem Ort aufgestellt, an dem der fiktive Paddington-Bär aus dem Kinderbuch des Autors Michael Bond gefunden wurde.

## Paddington Bär
Das Buch mit der ersten Folge von Paddington Bär erschien 1958. Michael Bond wurde zu der Story durch den Kauf eines Teddybären als Weihnachtsgeschenk für seine Frau und durch den Namen des Bahnhofs inspiriert, in dessen Nähe sie wohnten. Bond stellte sich in seinem ersten Roman Ein Bär mit Namen Paddington die Ankunft eines echten Bären am Bahnhof vor.
In dem Buch reist Paddington Bär von Lima in Peru nach London. Er versteckt sich im Rettungsboot eines Transatlantikschiffs und hat nur einen kleinen Koffer, ein paar Marmeladenbrote und eine an seinem Mantel befestigte Notiz mit der Aufschrift „Bitte kümmern Sie sich um diesen Bären. Danke“. Er wird von der Familie Brown adoptiert und erlebt eine Reihe von Abenteuern, die zwischen 1958 und 2018 in weiteren Bänden veröffentlicht werden, auch auf Deutsch. Der letzte Band der Reihe wurde posthum auf Englisch unter dem Titel Paddington's Finest Hour  veröffentlicht, nachdem Bond am 27. Juni 2017 im Alter von 91 Jahren gestorben war.

## Bahnhof Paddington
Der Bahnhof Paddington wurde 1854 als Londoner Endstation der „großartigsten Eisenbahn Englands“, der Great Western Railway (GWR), eröffnet. Der Entwurf stammte vom Architekten der GWR, Isambard Kingdom Brunel. Brunel wurde bei der architektonischen Gestaltung von Matthew Digby Wyatt unterstützt, die Ingenieursplanung war jedoch allein von Brunel. Er wurde von Joseph Paxtons Entwurf für den Crystal Palace beeinflusst, insbesondere was die Glasdächer betrifft. Der Bahnhof steht unter Denkmalschutz.

## Beschreibung

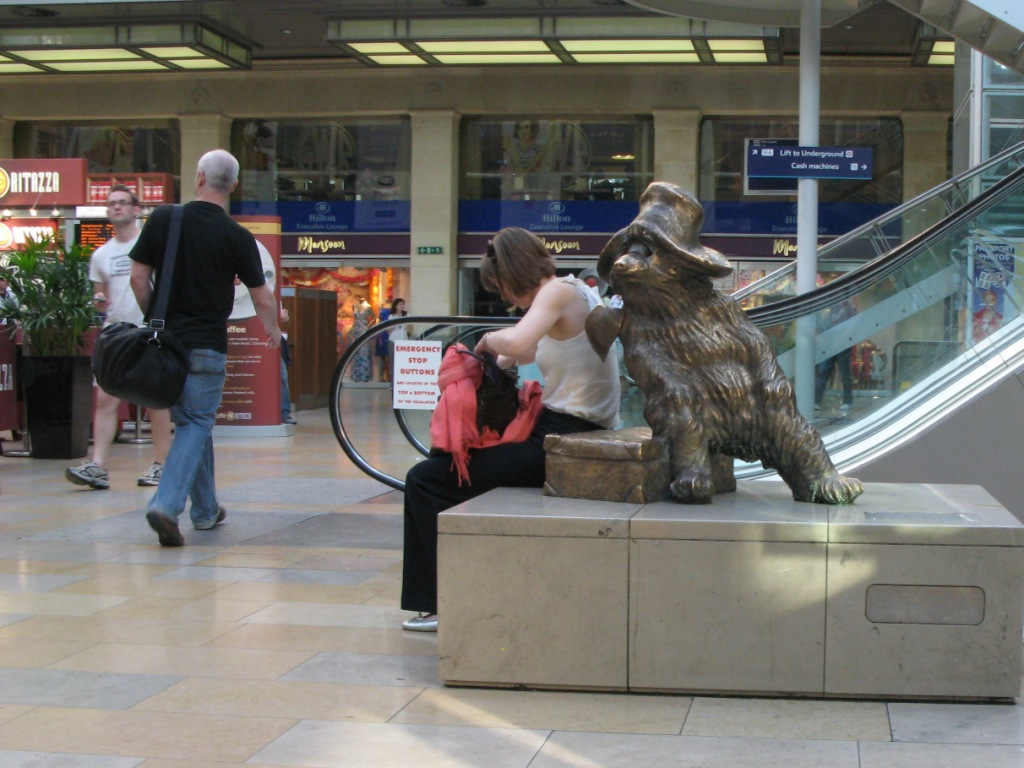
Ursprünglicher Standort am Fuße der Rolltreppen (2009)

Die Skulptur aus Bronze wurde im Jahr 2000 von Marcus Cornish geschaffen (basierend auf den Originalzeichnungen von Peggy Fortnum). Sie wurde am 24. Februar 2000 von Michael Bond enthüllt. Bedingt durch Renovierungsarbeiten im Bahnhof, stand sie zunächst am Fuß der Rolltreppen. Später wurde sie auf Bahnsteig 1 unter der Bahnhofsuhr versetzt, was dem Fundort des Bären im Buch entspricht. Bonds Nachruf im Guardian beschrieb die Statue als „eines der wenigen Denkmäler in London, das echte Zuneigung hervorruft“.